# 불가분채무
불가분채무(不可分債務)란 불가분 급부를 목적으로 하는 다수 당사자의 채무 관계에 있어서 채무자가 여럿 있는 경우의 채무를 말한다.

## 판례
- 여러 사람이 공동으로 법률상 원인 없이 타인의 재산을 사용한 경우의 부당이득 반환채무는 특별한 사정이 없는 한 불가분적 이득의 반환으로서 불가분채무이고, 불가분채무는 각 채무자가 채무 전부를 이행할 의무가 있다[1]

- 건물을 공유자가 공동으로 건물을 임대하고 보증금을 수령한 경우 특별한 사정이 없는 한 그 임대는 각자 공유지분을 임대한 것이 아니고 임대목적물을 다수의 당사자로서 공동으로 임대한 것이고 그 보증금반환채무는 성질상 불가분채무에 해당한다

## 같이 보기
- 연대채무